# Exelastis
Exelastis är ett släkte av fjärilar. Exelastis ingår i familjen fjädermott.
Kladogram enligt Catalogue of Life:
| Exelastis | \| \| Exelastis atomosa \| \| \| \| \| \| Exelastis bergeri \| \| \| \| \| \| Exelastis cervinicolor \| \| \| \| \| \| Exelastis crepuscularis \| \| \| \| \| \| Exelastis ebalensis \| \| \| \| \| \| Exelastis phyctaenias \| \| \| \| \| \| Exelastis rhynchosiae \| \| \| \| \| \| Exelastis vuattouxi \| \| \| \| |
|           | \| \| Exelastis atomosa \| \| \| \| \| \| Exelastis bergeri \| \| \| \| \| \| Exelastis cervinicolor \| \| \| \| \| \| Exelastis crepuscularis \| \| \| \| \| \| Exelastis ebalensis \| \| \| \| \| \| Exelastis phyctaenias \| \| \| \| \| \| Exelastis rhynchosiae \| \| \| \| \| \| Exelastis vuattouxi \| \| \| \| |
|           | Exelastis atomosa |
|           | |
|           | Exelastis bergeri |
|           | |
|           | Exelastis cervinicolor |
|           | |
|           | Exelastis crepuscularis |
|           | |
|           | Exelastis ebalensis |
|           | |
|           | Exelastis phyctaenias |
|           | |
|           | Exelastis rhynchosiae |
|           | |
|           | Exelastis vuattouxi |
|           | |